# Ipcărigă de stâncă
Ipcăriga de stâncă (Gypsophila petraea - Baumg.) este o plantă cu flori din genul Gypsophila, familia Caryophyllaceae.

## Descriere
Ipcăriga de stâncă are mai multe tulpini neramificate, care au o înălțime de 80–200 mm. La baza tulpinii cresc numeroase frunze înguste, înghesuite. Frunzele de pe tulpină sunt tot înguste, scurte și grupate în 2-3 perechi.
Are numeroase flori, de culoare albă, grupate în mănunchiuri dese la capătul superior al tulpinii. Florile sunt rotunde, ca niște măciulii. Corola are cinci petale. Staminele sunt subțiri și lungi. Ipcăriga de stâncă înflorește în lunile iulie-august.

## Răspândire
În România, ipcăriga de stâncă crește pe stâncile calcaroase din munții Bârsei, Bucegi, Buzăului, Ceahlău, Ciucașului, Ciucului, Giurgeului, Retezatului. Uneori crește și în etajul subalpin. Este o plantă endemică pentru Carpații Orientali și Carpații Meridionali.